# أنتوني ايفانوف
أنتوني ايفانوف (بالبلغارية: Антони Иванов) (11 سبتمبر 1995 بصوفيا في بلغاريا - ) هو لاعب كرة قدم بلغاري في مركز الوسط.

## وصلات خارجية
- أنتوني ايفانوف على موقع قاعدة بيانات كرة القدم.إي يو (الإنجليزية)
- أنتوني ايفانوف على موقع Soccerway.com (الإنجليزية)